# Dialecto abduyi
El dialecto abduyi (en kurdo: عبدویی, transliterado: Abduyi) es una lengua irania occidental la cual es hablada en el pueblo de Abduyi, accesible desde la ciudad de Kazerun, localizada al sur de Irán, a través de la antigua ruta Shiraz-Kazerun, a 36 kilómetros de distancia. Hasta 2004, el número de residencias en la aldea había sido de 120. Gran parte de los investigadores coinciden en que este dialecto es kurdo.

## Fonología
La transcripción utilizó aquí es una aproximación hacia el dialecto.

### Vocales
Cortas: â, a, e, i, o, u
Largas: â:, ā, ē, ī, ō, ū

### Consonantes
- Fricativa dental sonora: ð, un sonido similar a la expresión inglesa "th", el cual generalmente se aplica después de la vocales, como por ejemplo 'taðuk' (cucaracha).
- Oclusiva palatal sonora: con palabras que comiencen con las letras 'g' y 'k', como 'kačče' (barbilla) y girib (grito).
- Fricativa velar sonora: γ, como 'jeγarek' (granizo).
- Vibrante alveolar múltiple: como la palabra 'borre' (azote).

## Gramática

### Verbos
Marcadores Infinitivos: -san, -tan, -dan.

### Sustantivos
Las tensiones en las diferentes vocales hacen que los sustantivos se dividan en definidos e indefinidos. Ejemplo:
že (mujer), tuhu (casa).
Definitivo: žení (la mujer), tevedí (la casa).
Indefinido: žéni (una mujer), tevédi (una casa).
El plural está marcado por los sufijos: -gal, -al, -u y -yu.
Ejemplos:
sib (manzana) → sib-yu (manzanas)
morb (gallina) → morb-u (gallinas)
âdam (persona) → âdam-gal (personas)

## Vocabulario
| Español      | Abduyi        | Idioma persa (transliteración) |
| ------------ | ------------- | ------------------------------ |
| Abierto      | vâ kerdan     | bâz kardan                     |
| Agua         | ô             | âb, ow                         |
| Alto         | derâz         | boland , bârez, derâz          |
| Ayer         | dede          | diruz                          |
| Bien         | xoš           | xoš                            |
| Boca         | kap           | dahân                          |
| Bueno        | xub           | xub                            |
| Burro        | xar           | xar                            |
| Caballo      | asp           | asb, astar                     |
| Cabeza       | tel, ser      | sar, kalle                     |
| Casa         | tuhu          | xâne                           |
| Comida/Comer | γezâ/xovârdan | ghezâ, xorâk/xordan            |
| Corazón      | del           | del, qalb                      |
| Cuando       | kay           | key                            |
| Decir        | gotan         | goftan, gap zadan              |
| Dedo         | penje         | angošt                         |
| Día          | ru            | ruz                            |
| Dios         | xodâ          | xodâ                           |
| Fuego        | teš, taš      | âtaš, âzar                     |
| Genial       | get           | bozorg, gonde, gat             |
| Hacer        | kerdan        | kardan                         |
| Hermana      | xeva, dâdâ    | xâhar                          |
| Hermano      | kâkâ          | barâdar                        |
| Hermoso      | qašang        | zibâ, qašang                   |
| Hija         | dut           | doxtar                         |
| Hijo         | pos           | pesar, pur, bacce              |
| Hombre       | merek         | mard                           |
| Huevo        | xâg           | toxme morgh                    |
| Idioma       | zabun         | zabân                          |
| Ir           | večedan       | raftan                         |
| Leer         | xondan        | xândan                         |
| Llevar       | averdan       | âvardan                        |
| Llorar       | gereyidan     | geristan                       |
| Luna         | mâh           | mâh                            |
| Madre        | dāni          | mâdar, mâmân                   |
| Mano         | das           | dast                           |
| Miedo        | tars          | tars                           |
| Morir        | merdan        | mordan                         |
| Mujer        | že, ži        | zan                            |
| Noche        | šô            | šab                            |
| Nombre       | num           | nâm                            |
| Novio        | numzad        | nâmzad                         |
| Ojo          | čām           | čašm                           |
| Oscuro       | tarik         | târik                          |
| Padre        | bâvâ          | pedar                          |
| Pan          | nu            | nân                            |
| Paz          | sōl           | âshti, ârâmeš, ârâmi           |
| Pez          | mahi          | mâhi                           |
| Pequeño      | xordek        | kucad, xord                    |
| Puerta       | der           | dar                            |
| Rasguño      | kevarondan    | xârândan                       |
| Risa         | xande kerdan  | xandidan                       |
| Sangre       | xin           | xun                            |
| Tejido       | bâftan        | bâftan                         |
| Tierra       | zamin         | zamin                          |
| Tres         | se            | se                             |
| Venir        | ātan          | âmadan                         |
| Viento       | bâ            | bâd                            |

## Frases de ejemplo
| Español                                                                    | Abduyi                                                                                         | Persa                                                                                | Transliteración                                                                                        |
| -------------------------------------------------------------------------- | ---------------------------------------------------------------------------------------------- | ------------------------------------------------------------------------------------ | --- |
| ¿Qué es esto?                                                              | hena če-na?                                                                                    | این چیست؟                                                                            | In cist?                                                                                               |
| ¿Dónde está Ali?                                                           | ali keve-ye?                                                                                   | علی کجاست؟                                                                           | Ali kojâst?                                                                                            |
| Este caballo es blanco.                                                    | he aspa safid-e.                                                                               | .این اسب سفید است                                                                    | In asb sefid ast.                                                                                      |
| Dicen que trabajan diez horas al día.                                      | temš-Un ke reš-i dā sâa't kâr tekâ-t.                                                          | .میگویند روزی ده ساعت کار میکند                                                      | Miguyand ruzi dah sâat kâr mikonad.                                                                    |
| Tengo dos hermanas y hermanas menores.                                     | dotto kâkâ ō dotto dâdâ-m hasta.                                                               | .دو برادر و خواهر کوچک دارم                                                          | Do barâdar va xâhare kucak dâram.                                                                      |
| Si irás solo una vez a su aldea, no olvidarás la hospitalidad de su gente. | ege faqat e kaše e deh-e evo večede pe hič vaxt mehmun-dâri-ye mardoman a eš yâdo-t vi neyčut. | .اگر تنها یکبار به ده آنها رفته باشی، مهمان‌نوازی مردم آنجا را هرگز از یاد نخواهی برد | Agar tanhâ yekbâr ser dehe ânhâ rafte bâši, mehmânnavâziye mardome ânjâ râ hargez az yâd naxâhid bord. |
| ¿Quién me llamó?                                                           | ke heyâ may ke?                                                                                | چه کسی مرا صدا زد؟                                                                   | Cekasi marâ sedâ zad?                                                                                  |